# Brian Murphy (acteur)
Brian Trevor John Murphy (Ventnor, eiland Wight, 25 september 1932 – Kent, 2 februari 2025) was een Brits acteur. Hij werd vooral bekend door de rol van George Roper in de televisieseries Man About the House en George & Mildred.

## Loopbaan
Murphy debuteerde op televisie in een aflevering van The Avengers in 1961. Hij speelde daarna gastrollen in twee afleveringen van Z Cars in 1962, alvorens zijn filmdebuut te maken in de dramatische komedie Sparrows Can't Sing. Deze film was een productie van Joan Littlewood, waarin latere co-ster Yootha Joyce ook een rol speelde. Een jaar later kwam de korte televisiefilm Diary of a Nobody uit. Hierin speelde Avril Elgar ook mee, die later een aantal keer als Ethel (de rijke zus van Mildred) zou verschijnen in George & Mildred. In 1965 kreeg Murphy een vaste rol in de BBC-sketchshow Not So Much a Programme, More a Way of Life. De serie werd tot april 1965 uitgezonden.
Pas twee jaar later verscheen Murphy weer op de Britse televisie, met een rol in de kortlopende comedyserie Baker's Half-Dozen. Slechts zes afleveringen werden gemaakt, waarvan de zesde pas in 1976 werd uitgezonden door ITV. Ook zijn rol in de BBC-miniserie Resurrection uit 1968 was niet groot. De serie, die in 1971 ook in de Verenigde Staten uitkwam, had Alan Dobie en Bridget Turner in de hoofdrollen. Ook speelde hij in 1969 een bijrol in het drama The Activist. Dit was een Amerikaanse productie, geregisseerd door Art Napoleon.
In de eerste twee series van comedyserie Sez Les (uitgezonden door ITV in 1969) speelde hij verschillende personages. In 1970 speelde hij een gastrol in een aflevering van ITV Playhouse.
In de periode 1971-1972 verscheen hij in drie speelfilms: The Devils (1971, met onder andere Vanessa Redgrave en Oliver Reed), The Boy Friend (1971, met onder andere Twiggy en Christopher Gable) en The Ragman's Daughter (1972, met onder andere Simon Rouse en Leslie Sands). De drie films leverden hem weinig bekendheid op, want hij speelde slechts kleine bijrollen. Ook speelde hij in 1972 nog gastrollen in de dramaserie Callan en de misdaadserie Dixon of Dock Green.
In 1973 kreeg hij een van zijn bekendste rollen, namelijk die van George Roper in de comedyserie Man About the House. In 1974 verscheen hij ook in de gelijknamige speelfilm rond Robin, Chrissy en Jo. Toen de serie na 39 afleveringen stopte in 1976, ging Murphy samen met Yootha Joyce verder in de spin-offserie George & Mildred. Tot 1979 werden nog eens 38 afleveringen gemaakt en in 1980 verscheen de gelijknamige film. Nog voor de film uitkwam, overleed co-ster Yootha Joyce aan de gevolgen van alcoholisme. Hierdoor kwam voor Murphy een einde aan het George & Mildred-avontuur.
Buiten George & Mildred had Murphy hier en daar ook ander werk gedaan. In 1976 verscheen hij even in de comedy I'm Not Feeling Myself Tonight. Verder verscheen hij in 1979 in de televisiefilm The Plank en had hij in 1980 een rolletje in Black Jack.
Na de dood van zowel Yootha Joyce als de serie George & Mildred verscheen Murphy nog in vele andere producties. Zo werd op 19 maart 1981 de comedyserie The Incredible Mr Tanner gelanceerd. De show sloeg niet aan en na zes afleveringen werd er alweer een einde aan gemaakt. Hetzelfde geldt voor de comedyserie L for Lester, die op 8 oktober 1982 voor het eerst werd uitgezonden. Ook daar werden maar zes afleveringen van gemaakt.
Na een kleine rol in de televisiefilm It's Your Move verscheen Murphy in 1984 weer in een comedyserie: Lame Ducks. Maar het feit dat er in 1984-1985 slechts twaalf afleveringen gemaakt werden alvorens de serie stopte, kan ook niet echt geslaagd genoemd worden.
In 1986 verscheen Murphy in een aflevering van T-Bag Strikes Again en in 1992 in een aflevering van Boon. Pas in 1993 verscheen hij weer in een televisieserie, genaamd Wizadora. Deze kinderserie, die tot 2000 werd gemaakt, bestond uit korte afleveringen van tien minuten. Genoeg tijd dus voor Murphy om tussendoor gastrollen te spelen in televisieseries als One Foot in the Grave (1994), Paul Mertons Life of Comedy en in Next of Kin (1995). Ook speelde hij in 1995 enige tijd mee in dramaserie Brookside.
In 1997 speelde hij gastrollen met Paul Merton in Galton and Simpson's... en in 1998 in Jonathan Creek. Ook verscheen hij in 1998 in de korte film The Break-In. Hij sprak tussen 1998 en 2000 de stem in van Len in de televisieserie Pond Life. In 1999 verscheen hij in de kortlopende comedyserie Mrs. Merton and Malcolm. Dat jaar deed hij ook nog voice-overwerk voor de televisieserie Hilltop Hospital. Daarna speelde hij gastrollen in Casualty (1999), The Bill (1999) en Sunburn (2000). In 2002 speelde hij een rol in de thriller Room 36 en deed hij in 2003 mee in de televisiefilm The Booze Cruise (in 2005 verscheen deel twee, waarin hij ook meedeed; in 2006 verscheen deel drie, ook hierin deed hij weer mee).
In 2001 werd de special The Unforgettable Yootha Joyce (ter ere van de jaren eerder overleden Britse actrice) gemaakt. Ook mensen als Sally Thomsett, ex-man Glynn Edwards, regisseur Peter Frazer-Jones, Norman Eshley en Nicholas Bond-Owen deelden in deze special hun herinneringen aan Yootha Joyce.
Van 2003 tot 2010 speelde hij de rol van Alvin Smedley in de comedyserie Last of the Summer Wine. Tussendoor verscheen hij nog in de televisiefilm The All Star Comedy Show (2004) en speelde hij Neville in een paar afleveringen van The Catherine Tate Show (2005).

## Privéleven
Uit zijn eerste huwelijk had Murphy twee zonen. In 1995 trouwde hij met Linda Regan, een actrice die onder andere in de serie Hi-de-Hi! te zien was. Samen adopteerden ze veel kinderen. Brian Murphy overleed op 2 februari 2025 op 92-jarige leeftijd.

## Filmografie
- The Avengers televisieserie - Haslam (Afl., The Springers, 1961)
- Z-Cars televisieserie - Barman (Afl., Friday Night, 1962|Family Feud, 1962)
- ITV Television Playhouse Televisieserie - Man met hond (Afl., The Wedding Dress, 1963)
- Sparrows Can't Sing (1963) - Jack
- The Plane Makers Televisieserie - Sorbo (Afl., Costigan's Rocket, 1963)
- Comedy Workshop: Love and Maud Carver (Televisiefilm, 1964) - Poortwachter/zwerver
- Diary of a Nobody (televisiefilm, 1964) - Gowing
- Not So Much a Programma, More a Way of Life televisieserie - Rol onbekend (Episode 7 maart 1965)
- Blackmail Televisieserie - Rol onbekend (Afl., Cobb, 1965)
- Baker's Half-Dozen televisieserie - Verschillende rollen (Afl. onbekend, 1967)
- Resurrection (Mini-serie, 1968) - Rol onbekend
- The Activist (1969) - Lid van het Stuurcomité
- Sez Les televisieserie - Verschillende rollen (Afl. onbekend, 1969)
- ITV Playhouse televisieserie - Bestuurder (Afl., A Sound from the Sea, 1970)
- The Devils (1971) - Adam
- The Boy Friend (1971) - Peter
- The Unpleasantness at the Bellona Club (Mini-serie, 1972) - Rechercheur
- The Ragman's Daughter (1972) - Tony's vader
- Callan televisieserie - Reeves (Afl., None of Your Business, 1972)
- Dixon of Dock Green televisieserie - Percy Sinclair (Afl., Ada, 1972)
- Man About the House (1974) - George Roper
- I'm Not Feeling Myself Tonight (1976) - Conciërge
- Man About the House televisieserie - George Roper (39 afl., 1973-1976)
- The Plank (televisiefilm, 1979) - Bestuurder vrachtwagen
- George & Mildred televisieserie - George Roper (38 afl., 1976-1979)
- Black Jack (1980) - Rol onbekend
- George & Mildred (film, 1980) - George Roper
- The Incredible Mr. Tanner televisieserie - Ernest Tanner (6 afl., 1981)
- L for Lester televisieserie - Lester Small (6 afl., 1982)
- It's Your Move (televisiefilm, 1982) - Chauffeur
- Butterflies televisieserie - Boze buurman tegenover Parkinsons' huis (Afl., Loose Ends, 1983)
- Lame Ducks televisieserie - Ansell (12 afl., 1984-1985)
- T-Bag Strikes Again televisieserie - De koning (Afl., Charlie Chuckles, 1986)
- Boon televisieserie - Buster (Afl., Shot in the Dark, 1992)
- One Foot in the Grave televisieserie - Mr. Foskett (Afl., The Man Who Blew Away, 1994)
- Paul Merton's Life of Comedy televisieserie - Opa's vriend (Afl., Lost Youth, 1995|Happy Ever After, 1995)
- Next of Kin televisieserie - Verkoper (Episode 1.4, 1995)
- Brookside televisieserie - George Manners (Afl. onbekend, 1995)
- Delta Wave Televisieserie - Mr. Seffel (10 afl., 1996)
- The Famous Five televisieserie - Mr. Wooh (Afl., Five Are Together Again, 1997)
- Paul Merton in Galton and Simpson's... televisieserie - Oom Arthur (Afl., Being of Sound Mind, 1997)
- Paul Merton in Galton and Simpson's... televisieserie - Vader (Afl., Visiting Day, 1997)
- The Break-In (1998) - Harry
- Jonathan Creek televisieserie - DCI Ken Speed (Afl., Mother Redcap, 1998)
- Mrs. Merton and Malcolm televisieserie - Arthur Capstick (Afl. onbekend, 1999)
- Hilltop Hospital televisieserie - Rol onbekend (Stem, 1999)
- Casualty televisieserie - Walter Burnley (Afl., To Have and to Hold, 1999)
- The Bill televisieserie - Danny de Elf (Afl., When the Snow Lay Round About, 1999)
- Pond Life Televisieserie - Len (Afl. onbekend, 1998-2000)
- Wizadora Televisieserie - Stan (Afl. onbekend, 1993-2000)
- Sunburn televisieserie - Sid Dawson (Afl., New Opportunities, Second Chances and Dominoes, 2000)
- Room 36 (2002) - Rol onbekend
- The Booze Cruise (televisiefilm, 2003) - Maurice
- The All Star Comedy Show (televisiefilm, 2004) - Verschillende rollen
- The Catherine Tate Show televisieserie - Neville (Episode 2.2, 2005|Episode 2.4, 2005|Episode 2.5, 2005)
- The Booze Cruise II: The Treasure Hunt (televisiefilm, 2005) - Maurice Stringer
- The Booze Cruise III (televisiefilm, 2006) - Maurice
- The Slammer Televisieserie - Alan de buikspreker (Episode 1.12, 2006)
- Last of the Summer Wine televisieserie - Alvin Smedley (56 afl., 2003-2008)
- The Estate (2009) - Geoff (Wordt nu verfilmd)
- Hustle (2010) televisieserie - Larry (Seizoen 6 afl., 2)

- Biblioteca Nacional de España: XX1649748
- International Standard Name Identifier: 0000 0000 7351 6383
- Library of Congress Control Number: no2014142841
- MusicBrainz: 9eb669aa-a0d3-4eeb-8f17-0179216f21f8
- Nederlandse Thesaurus van Auteursnamen: 331191725
- Istituto Centrale per il Catalogo Unico: UBOV174206
- Virtual International Authority File: 103458514
- WorldCat: E39PBJrwPK8RJDcrggyHDRwBfq